# Universidade de Utah

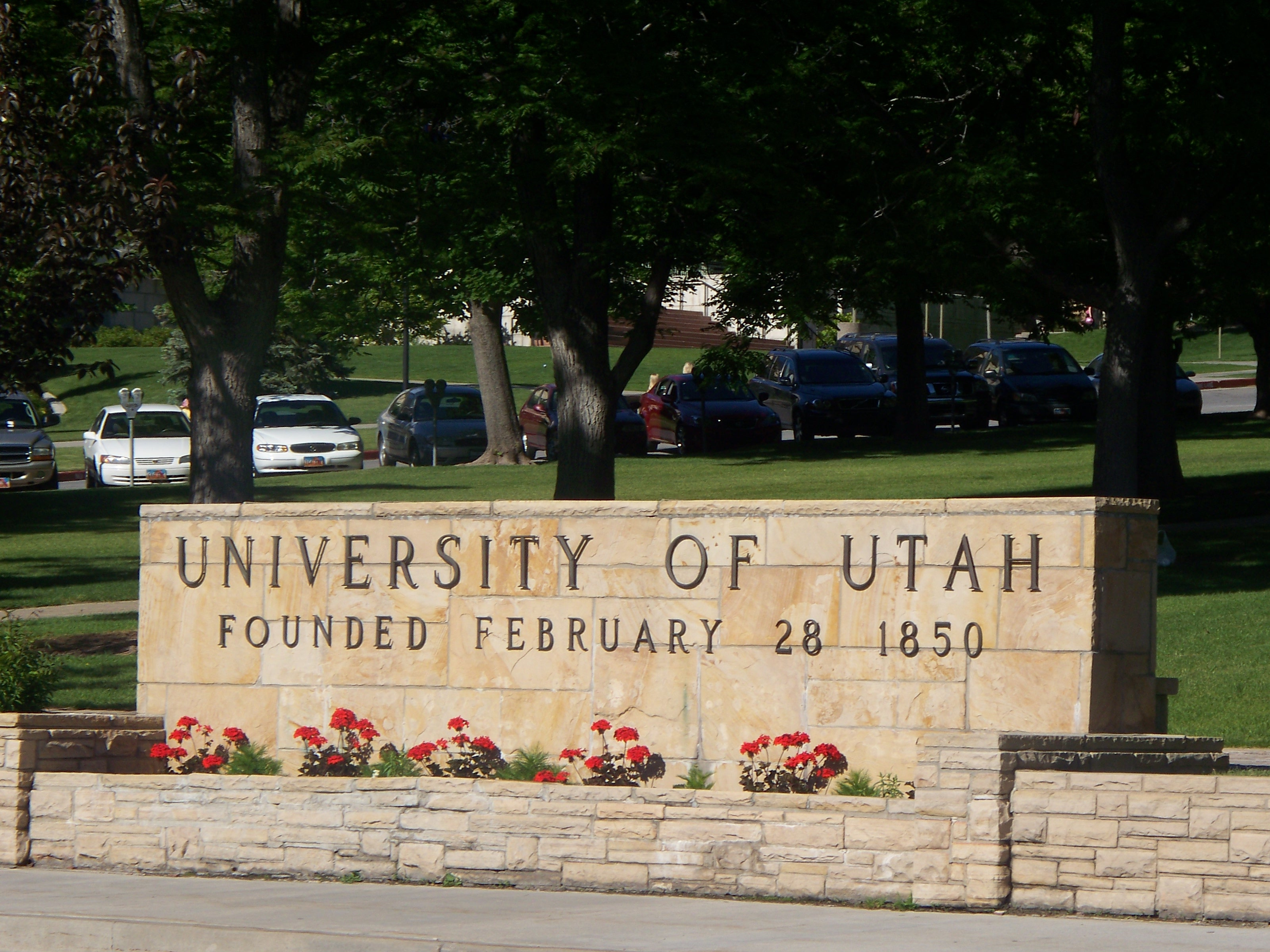
A entrada oeste da universidade.

A Universidade de Utah (em inglês:  University of Utah) é uma universidade pública norte-americana de pesquisa localizada em Salt Lake City, no estado de Utah. Fundada em 28 de fevereiro de 1850, é a mais antiga universidade estadual do oeste do rio Missouri possui cerca de 30 mil estudantes (2021).
É uma das dez instituições que fazem parte do sistema de ensino de nível superior de educação do estado de Utah. Foi elencada como uma das 50 melhores universidades dos Estados Unidos em 2008.
Fundada pelo mórmon Brigham Young, foi chamado inicialmente de University of Deseret. Dois anos depois, a escola fechou por problemas financeiros, reabrindo em 1867 como universidade privada, sob a direção de David O. Calder. Em 1894 mudou, novamente, para o nome atual.

## Faculdades
A universidade tem 17 faculdades com aproximadamente 100 departamentos. Oferece aproximadamente 160 cursos de graduação, mais de 100 cursos de mestrado e mais de 100 cursos de doutorado.
| - Faculdade de Administração - Faculdade de Advocacia - Faculdade de Arquitetura e Planejamento - Faculdade de Artes e Ciências Liberais - Faculdade de Belas Artes - Faculdade de Ciência - Faculdade de Ciências Humanas - Faculdade de Ciências Sociais - Faculdade de Enfermagem | - Faculdade de Engenharia - Faculdade de Farmácia - Faculdade de Medicina - Faculdade de Minas e Ciências da Terra - Faculdade de Odontologia - Faculdade de Pedagogia - Faculdade de Saúde - Faculdade de Serviço Social |

## Alunos famosos

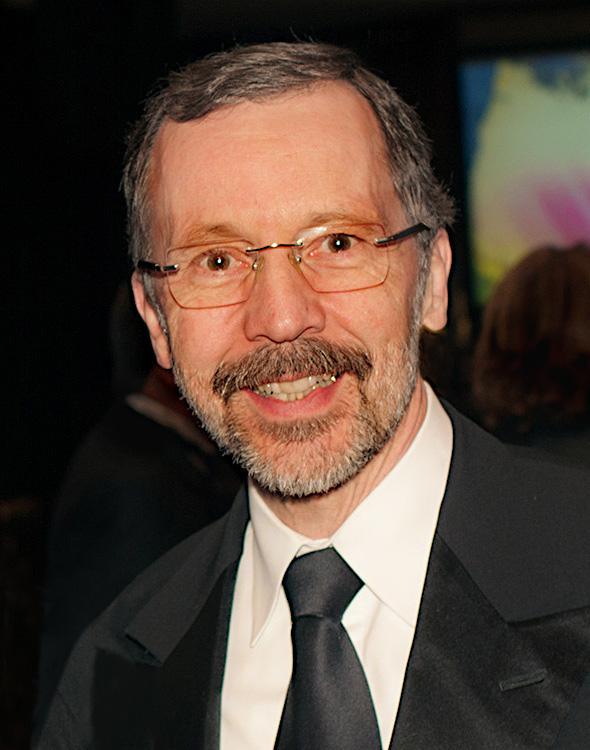
Ed Catmull, B.S. 1969, Ph.D. 1974, co-fundador de Pixar, presidente de Walt Disney Animation Studios e Pixar Animation Studios
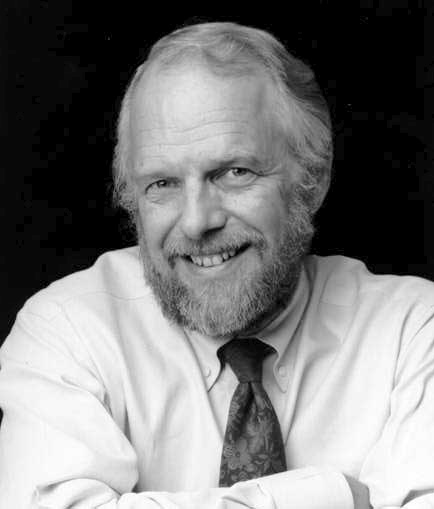
John Warnock, B.S. 1961, M.S. 1964, Ph.D. 1969, co-fundador de Adobe Systems
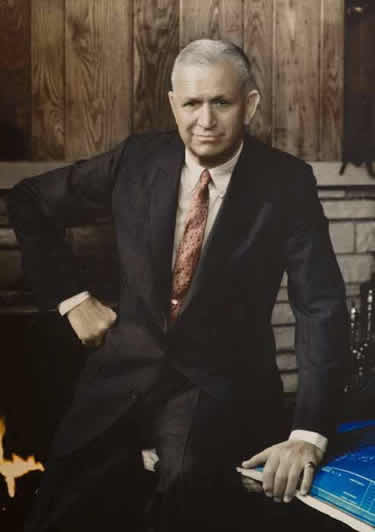
J. Willard Marriott, A.B. 1926, fundador de Marriott International
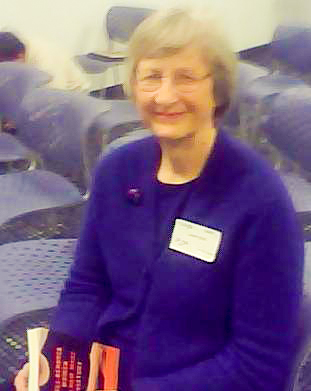
Laurel Thatcher Ulrich, B.A. 1960, recebeu o Prêmio Pulitzer de história em 1991
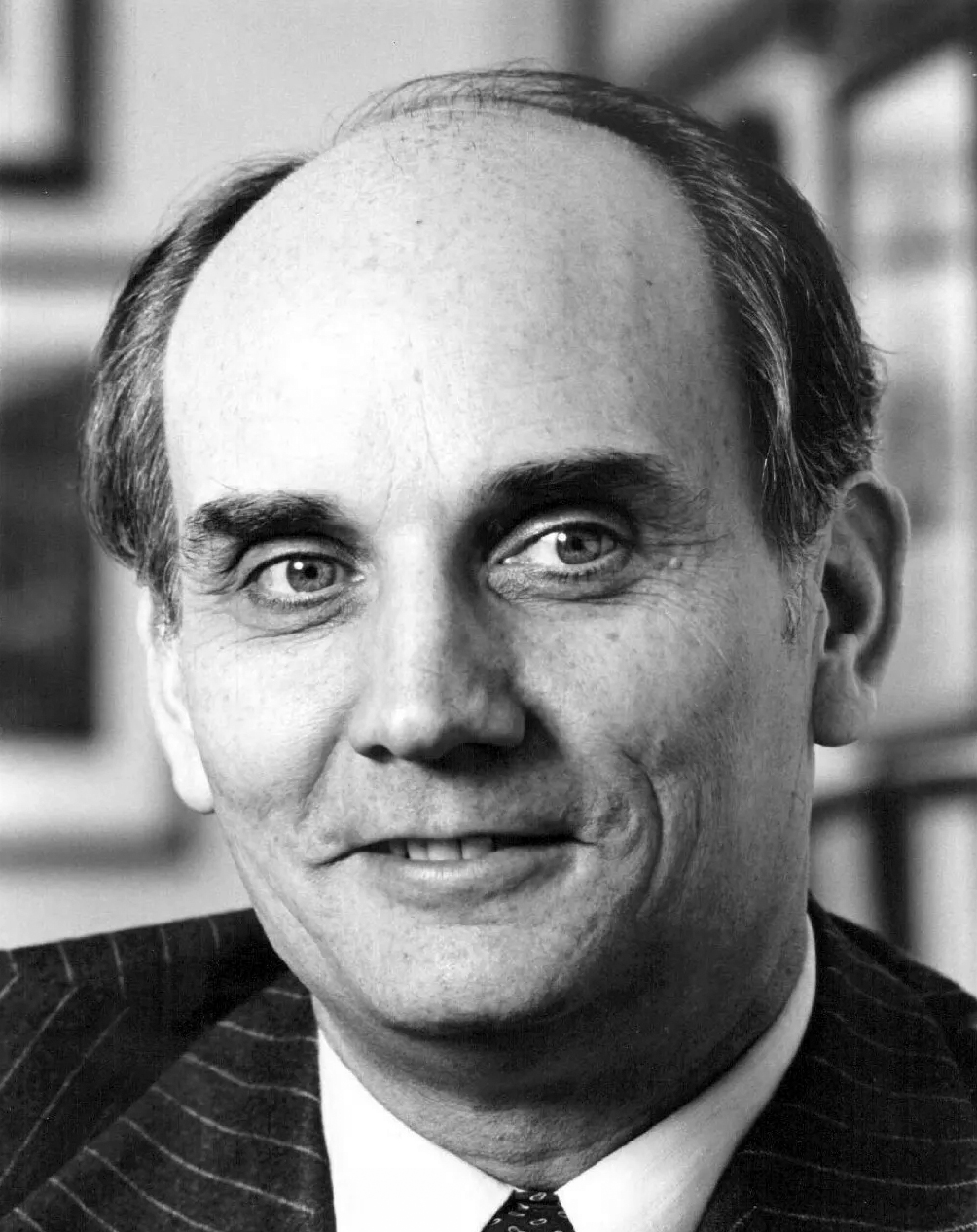
Jake Garn, B.S. 1955, Senador dos EUA e astronauta do Ônibus Espacial
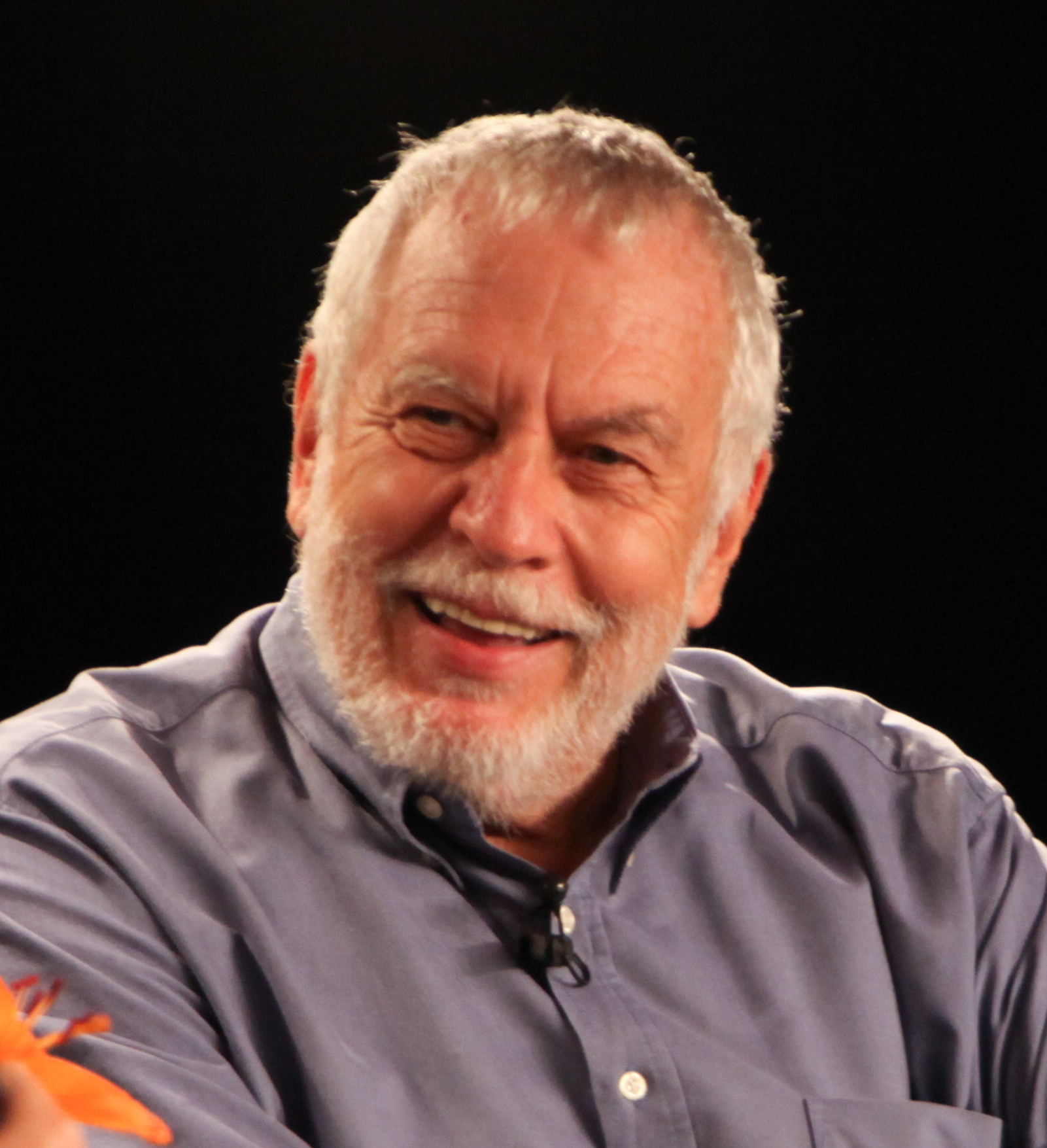
Nolan Bushnell, B.S. 1968, co-fundador de Atari
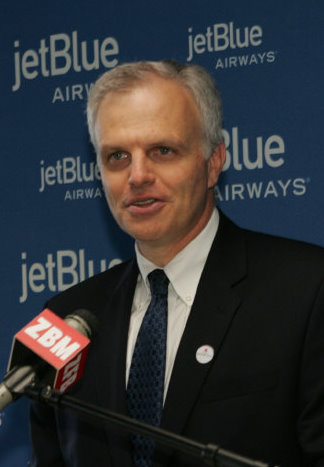
David Neeleman, fundador de Azul Linhas Aéreas, JetBlue Airways, co-fundador de WestJet Airlines

## Imagens da universidade

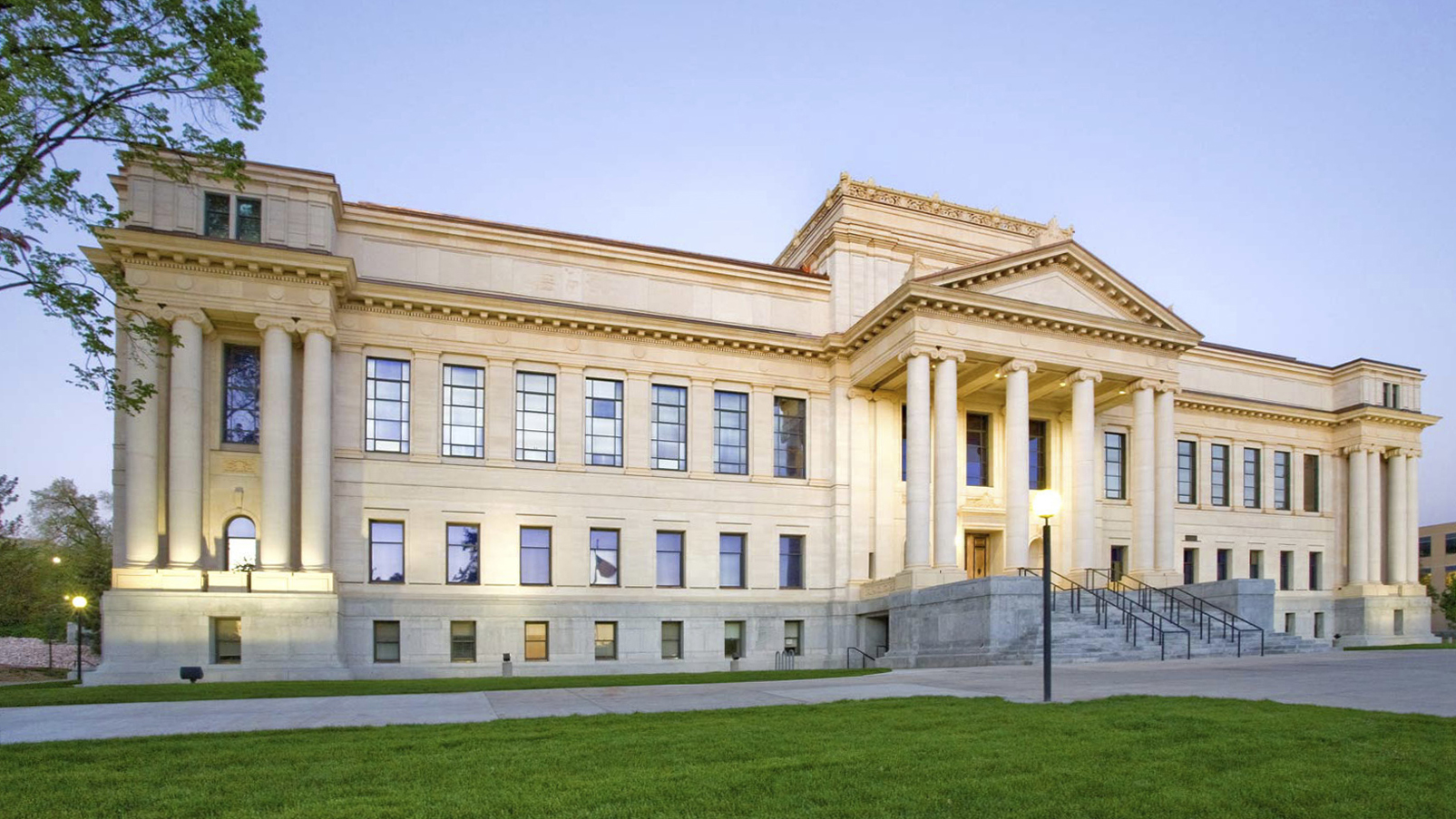
O Park Building (centro administrativo).
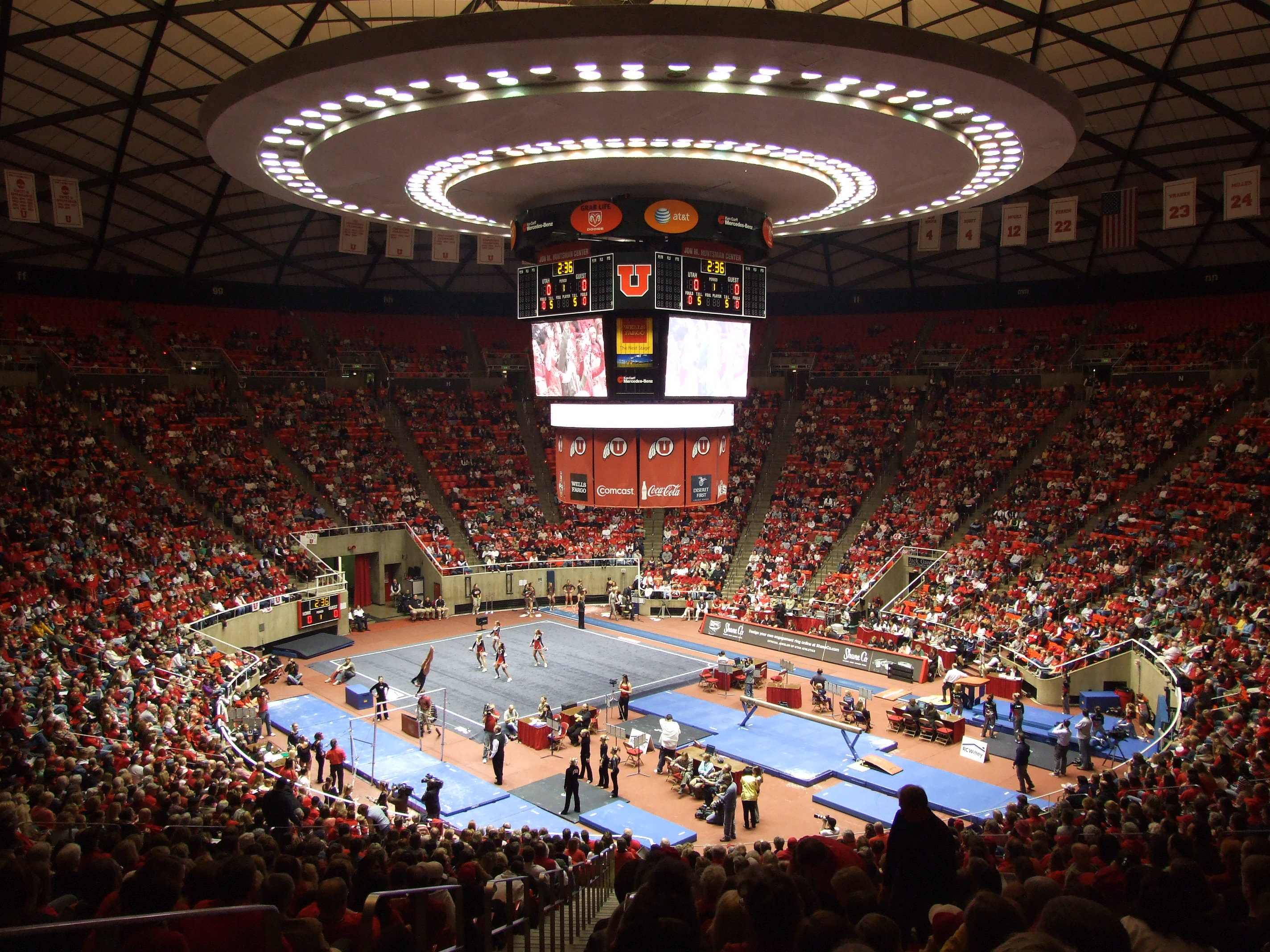
Competição ginástica na Universidade de Utah.
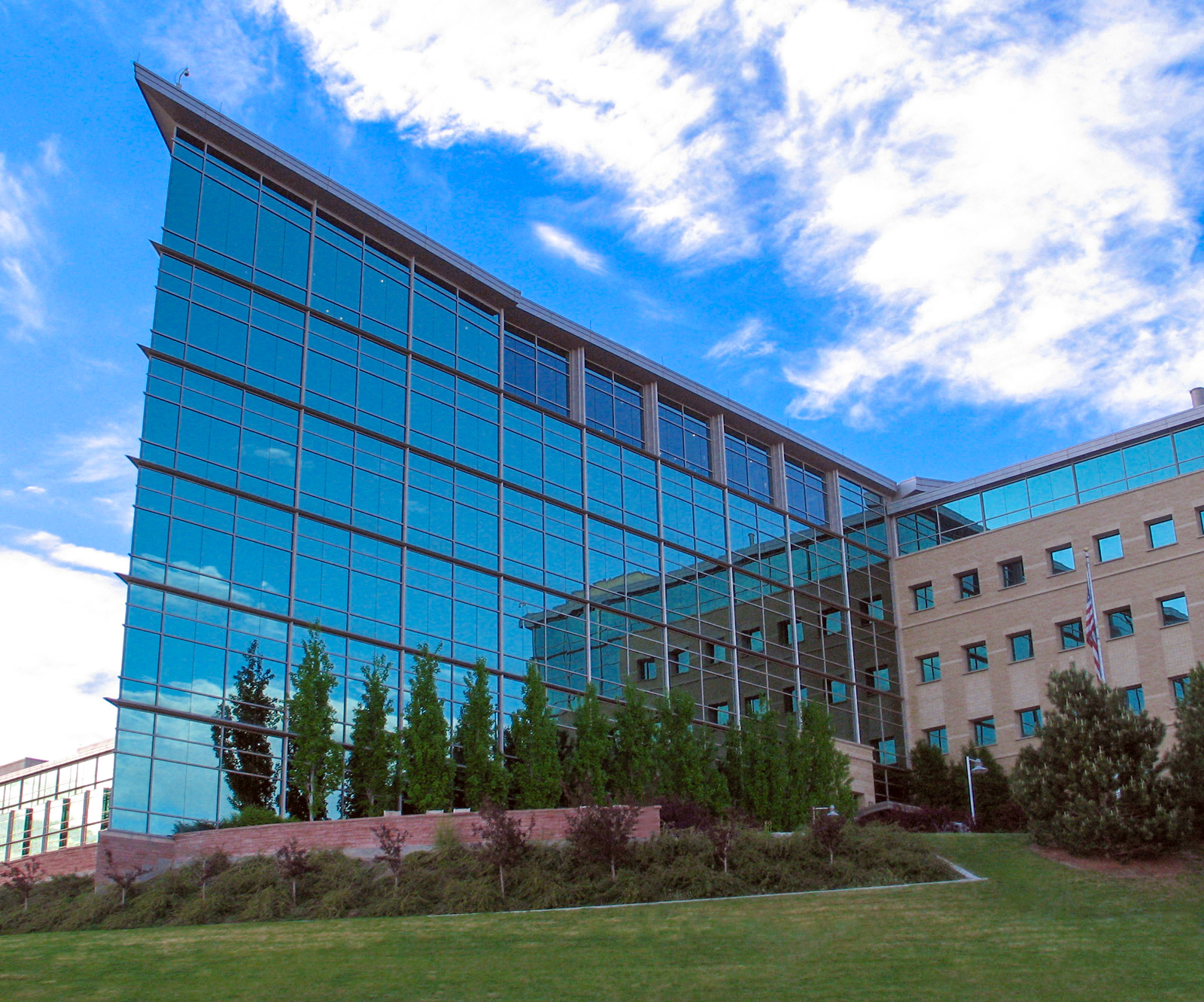
O Huntsman Cancer Institute em Salt Lake City no câmpus da University de Utah.
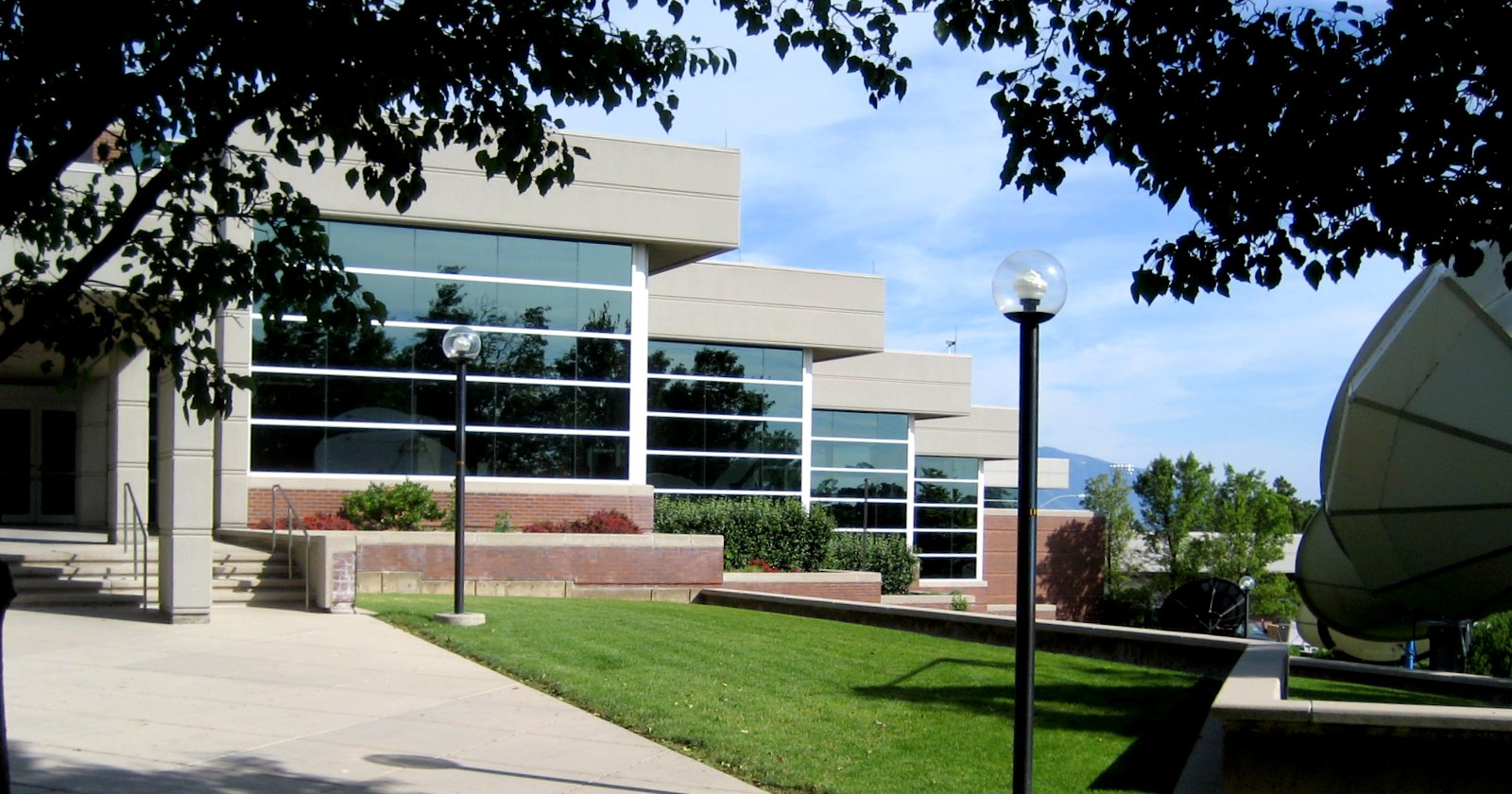
Edifício Eccles de Jornalismo e transmissão de Rádio e TV
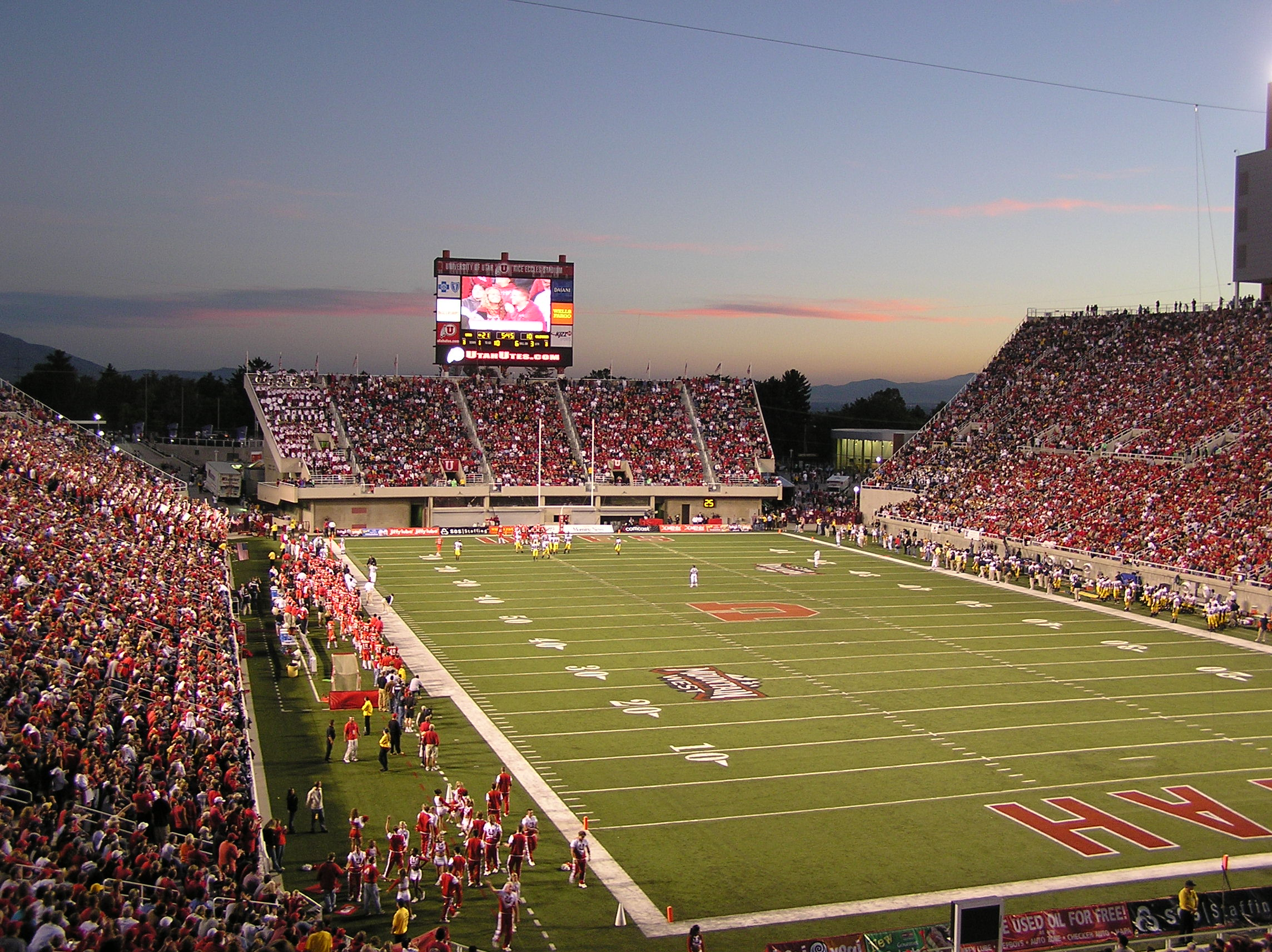
Estádio Rice-Eccles
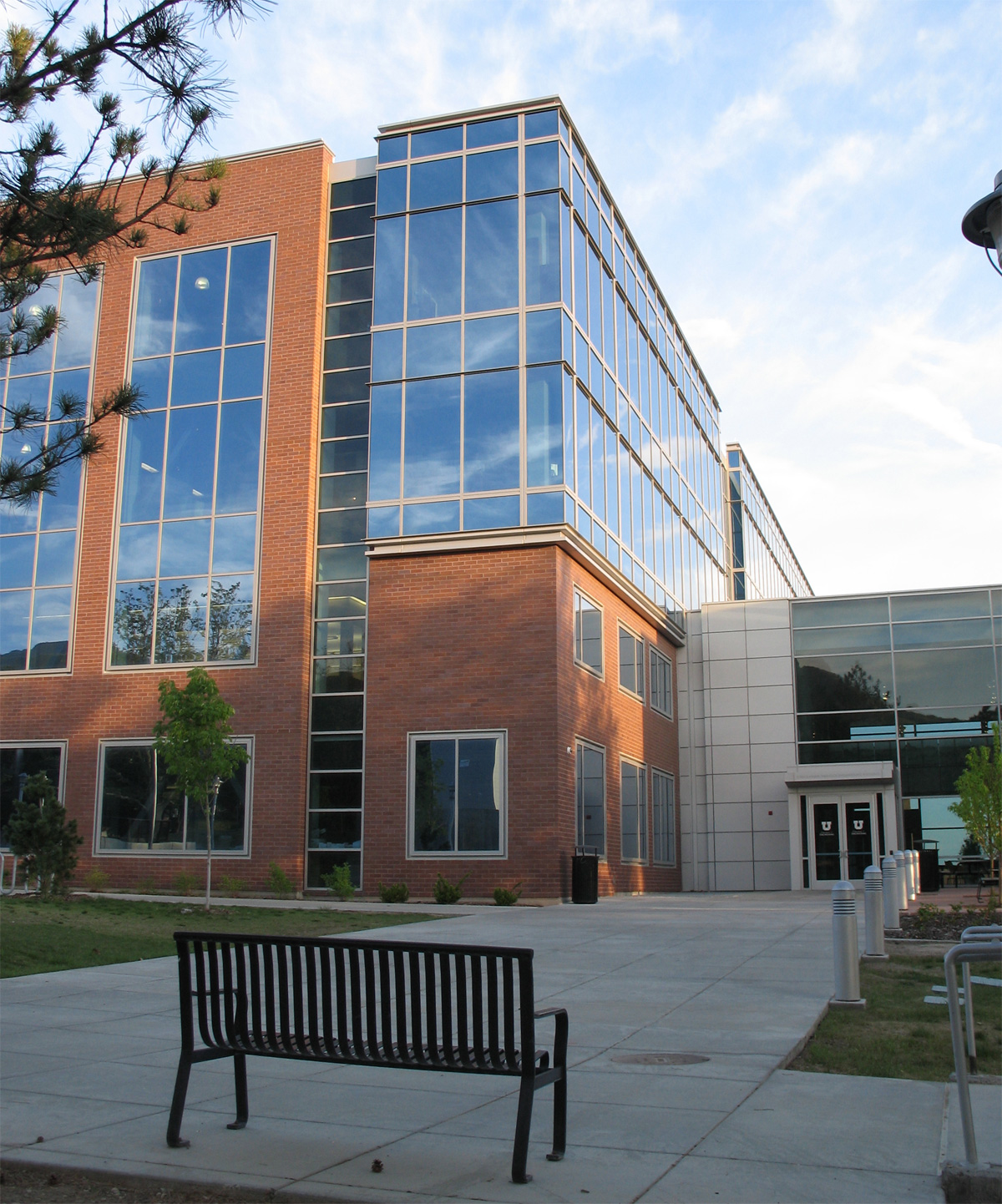
Faculdade de Engenharia
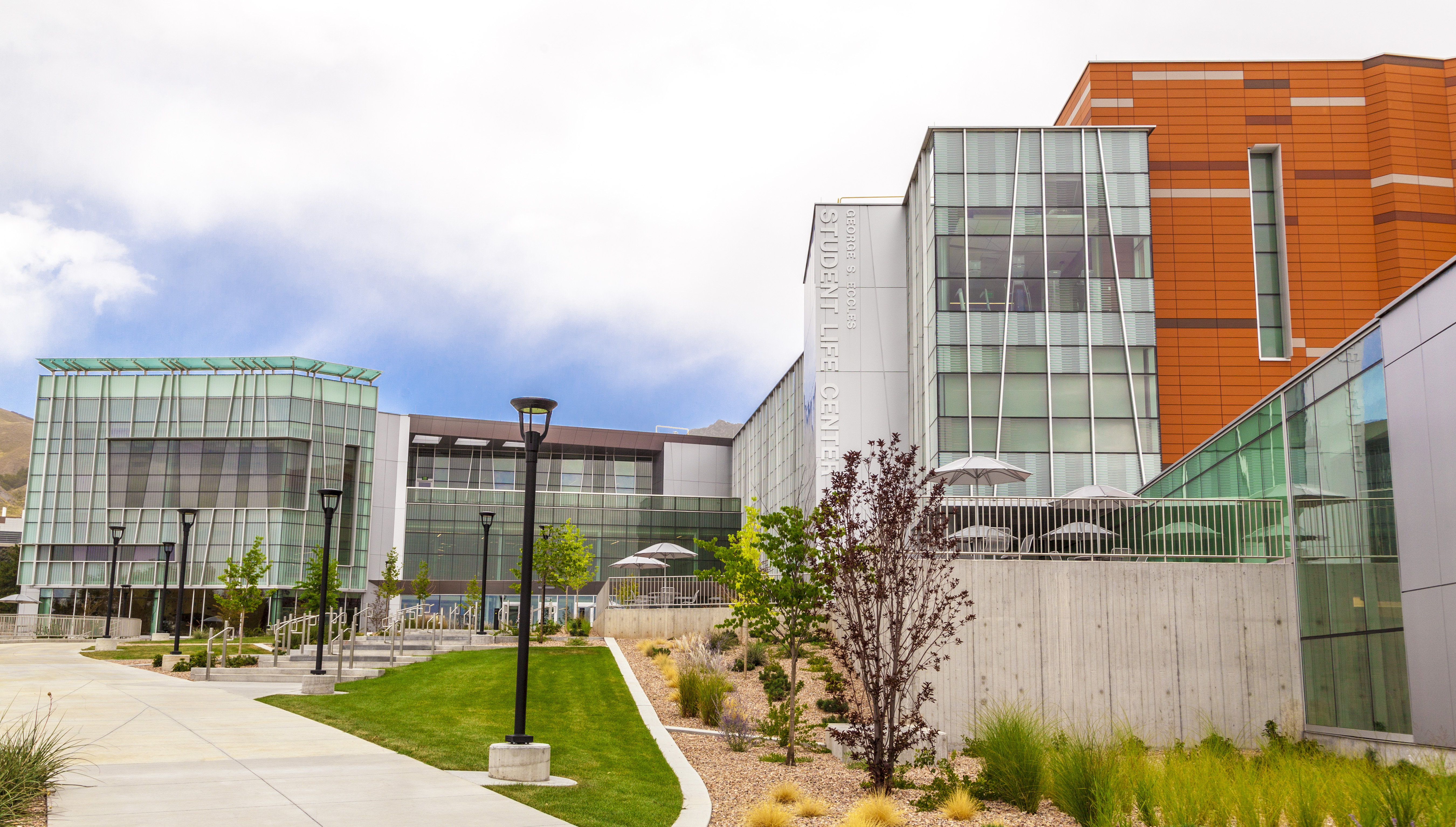
Centro da Vida Estudantil
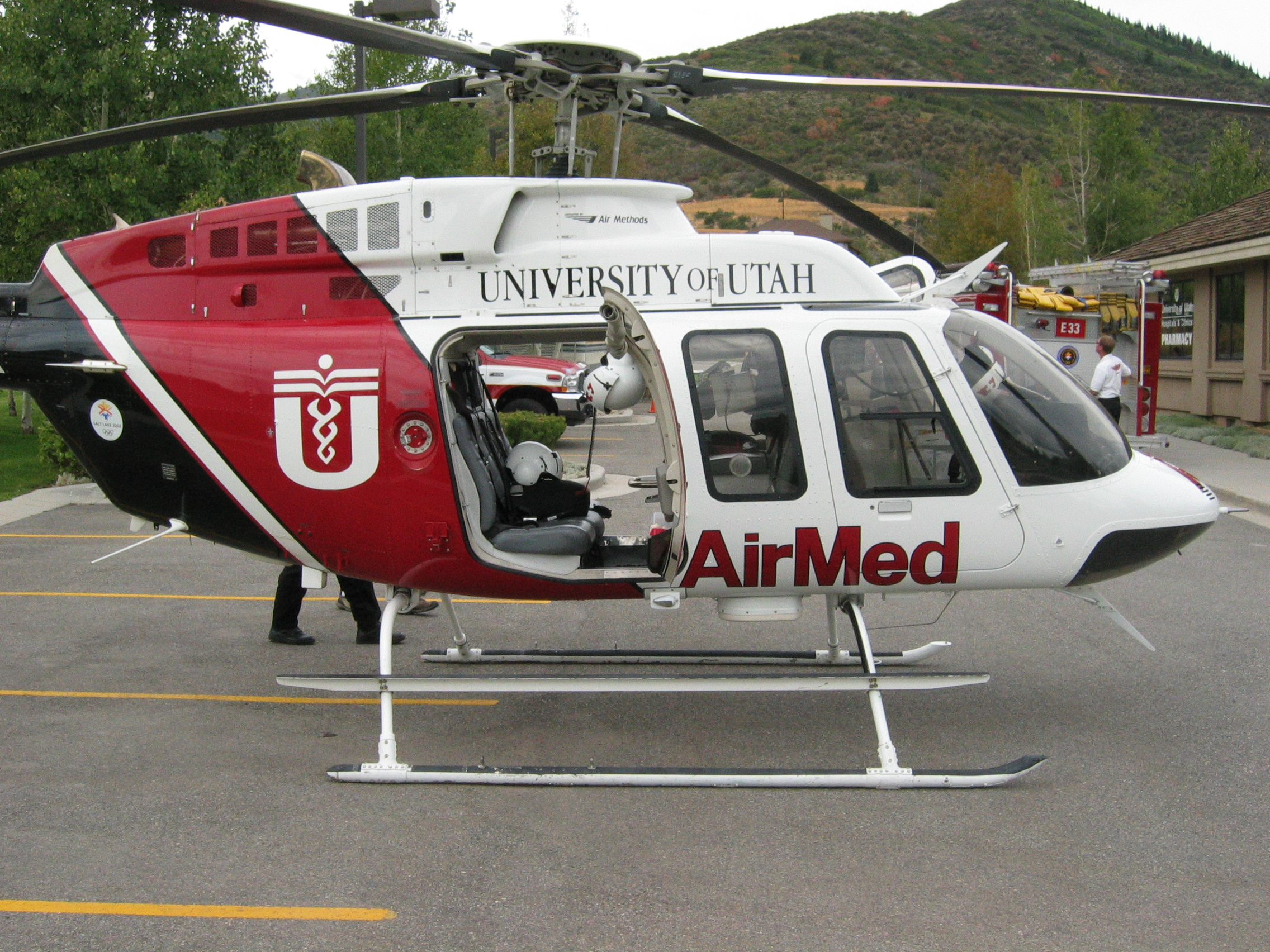
Helicóptero do Hospital Universitário
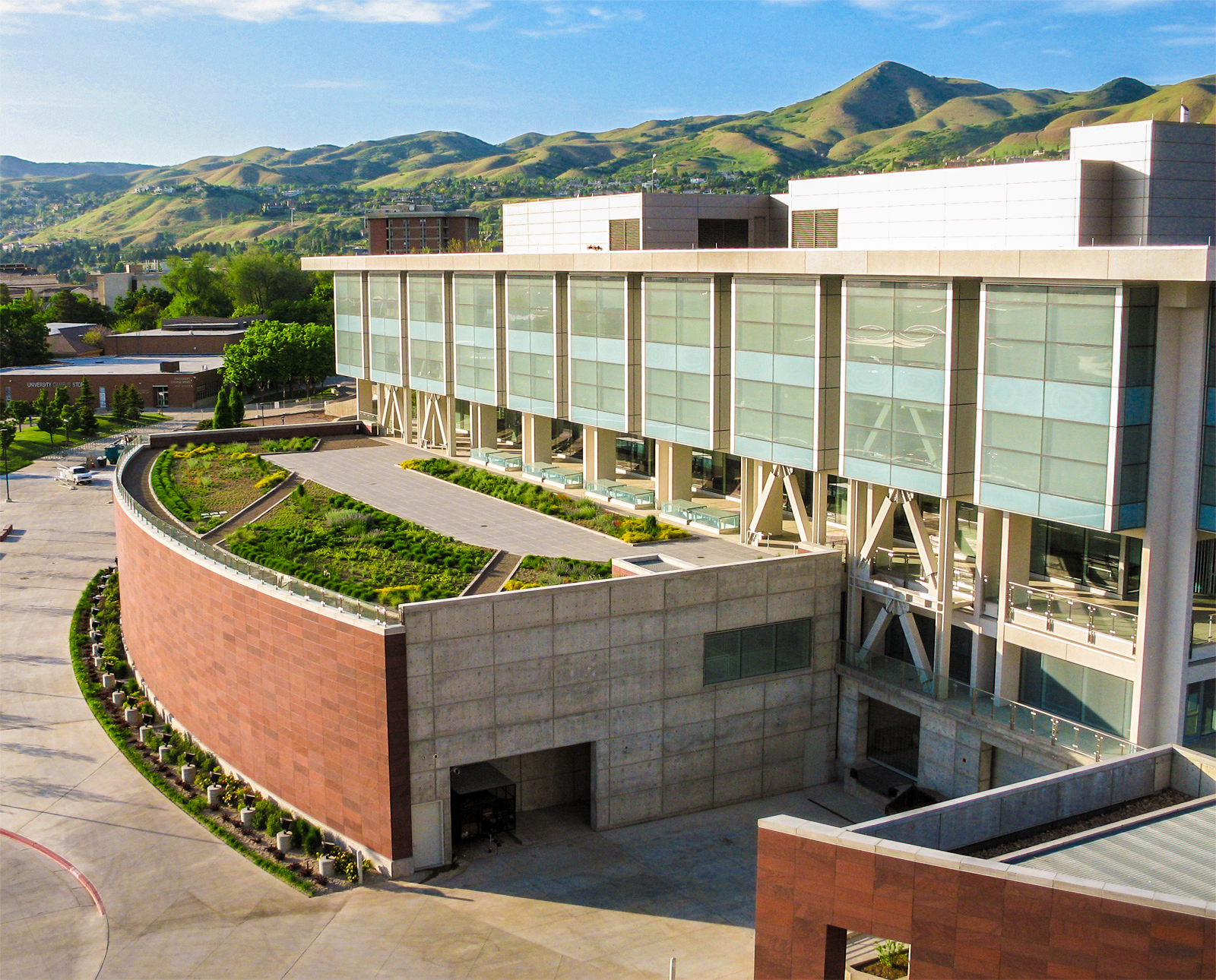
Biblioteca Marriott
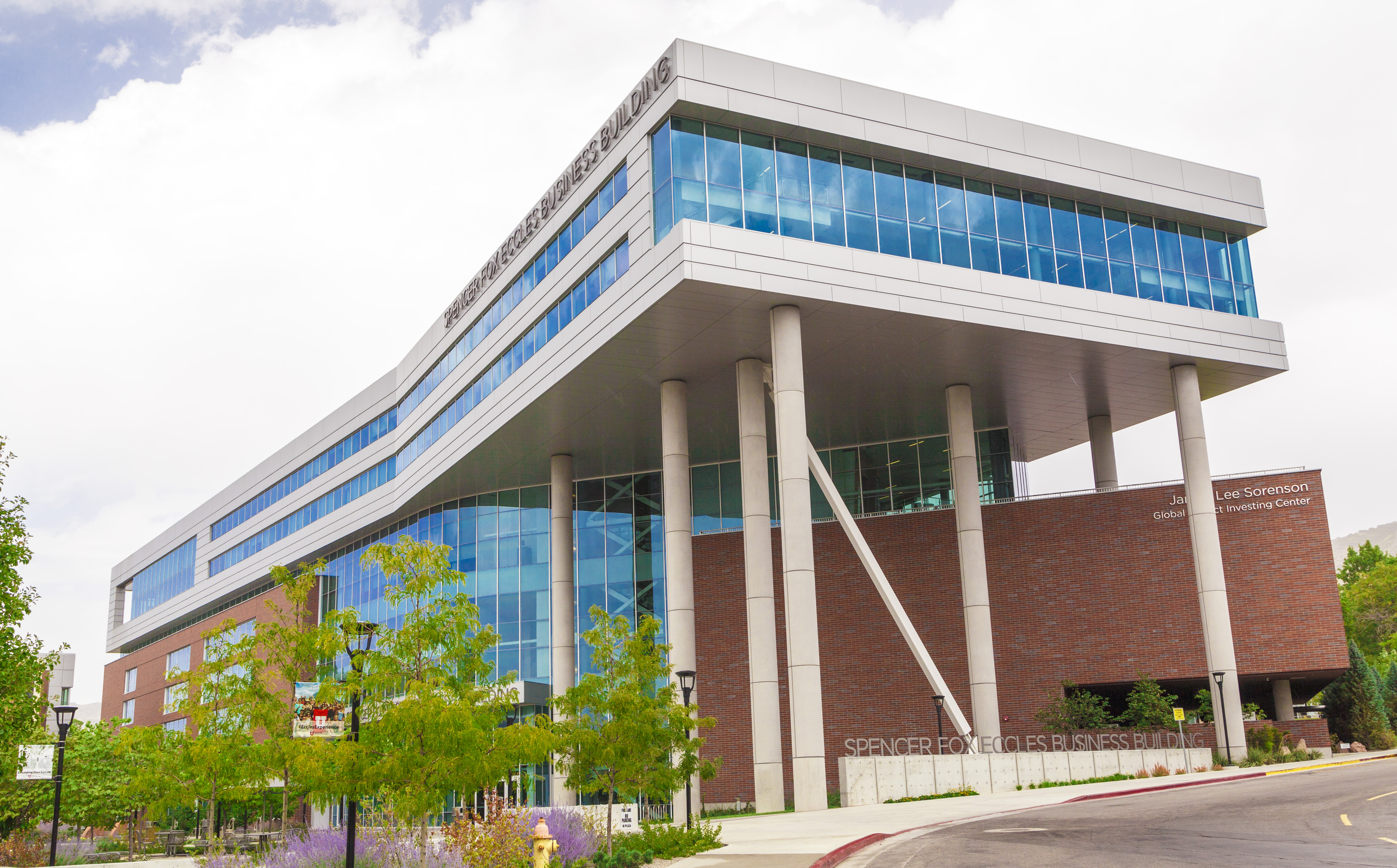
Faculdade de Administração
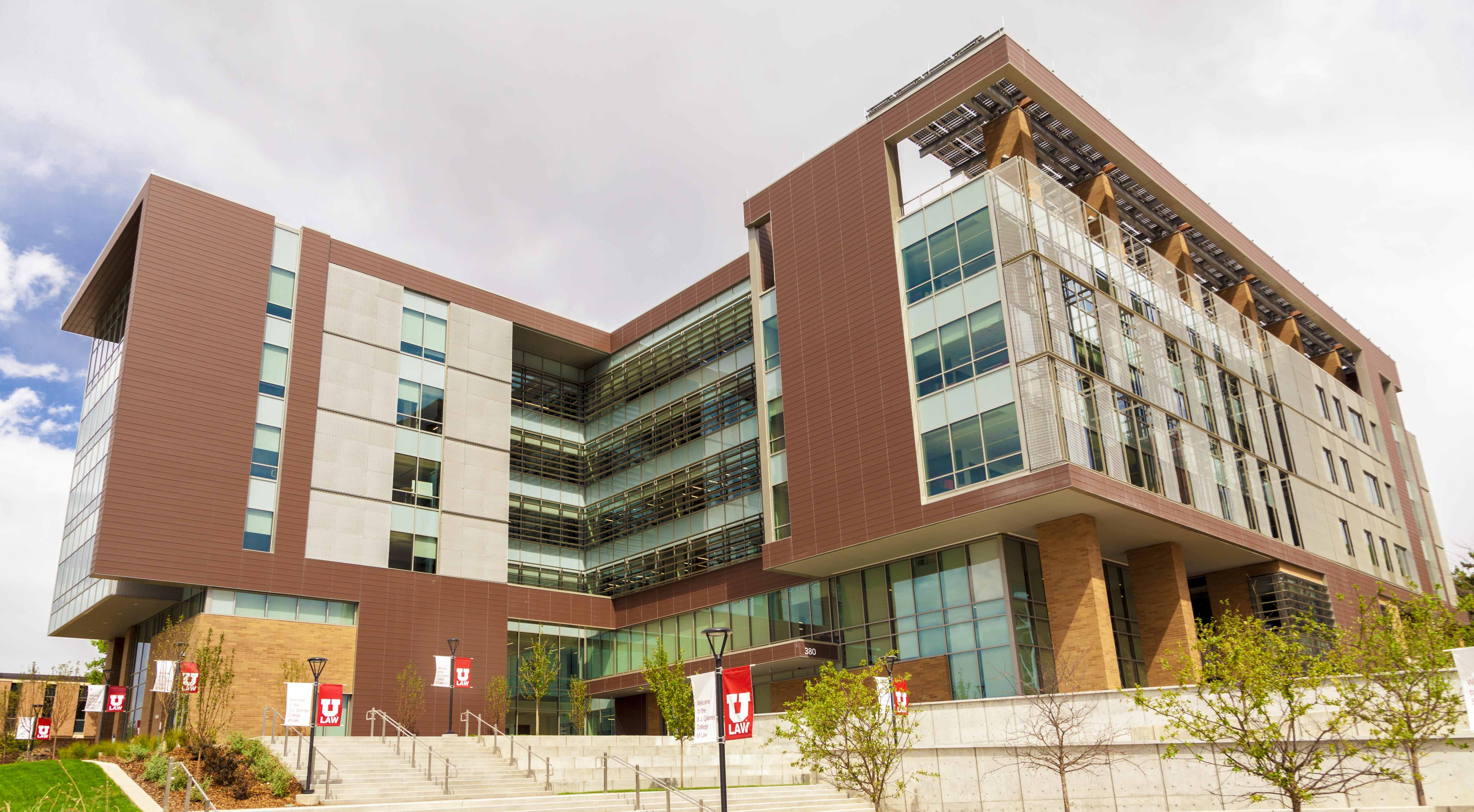
Faculdade de Advocacia
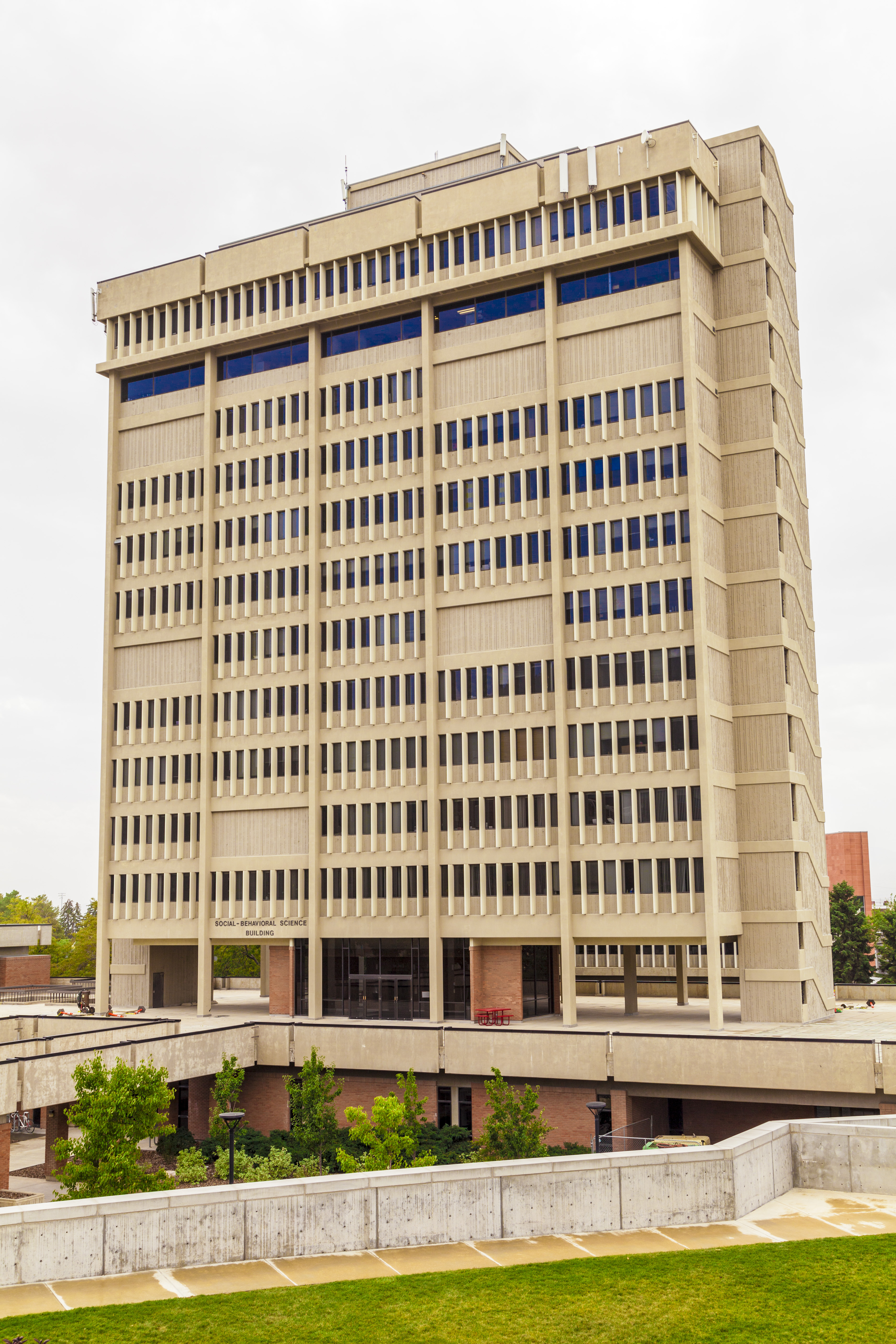
Faculdade de Ciências do Comportamento
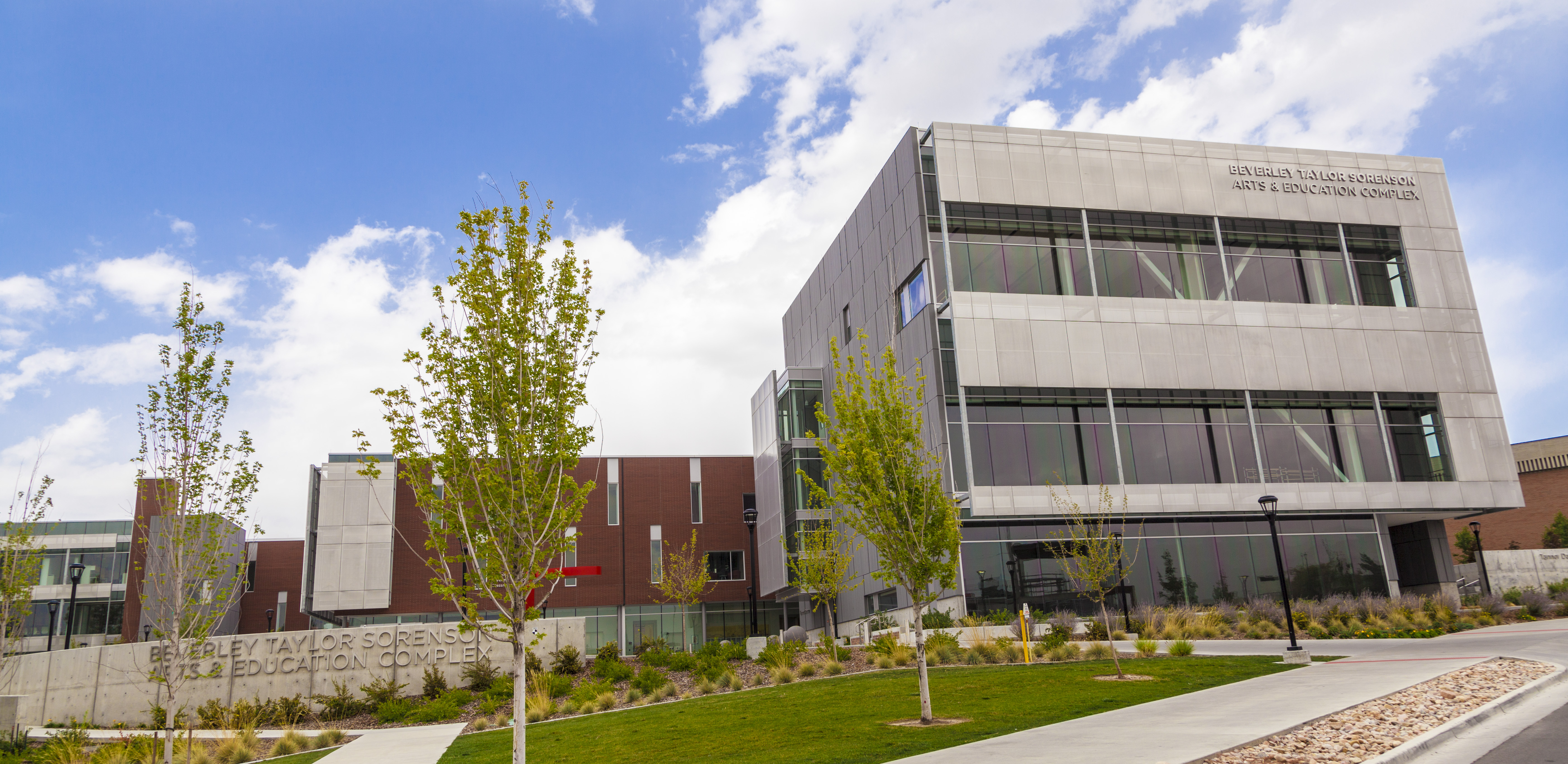
Complexo Sorensen de Arte e Educação
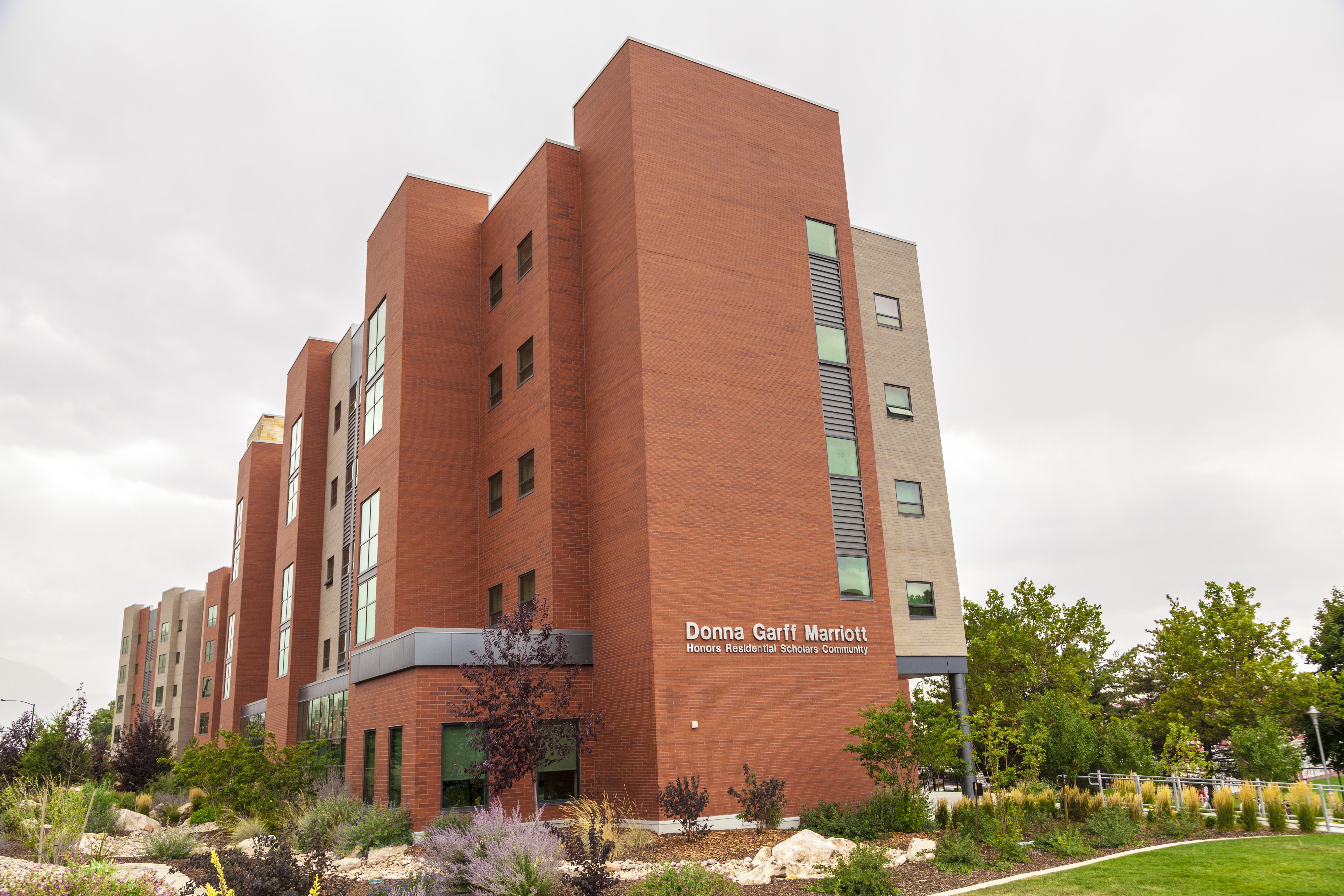
Alojamento de Estudantes
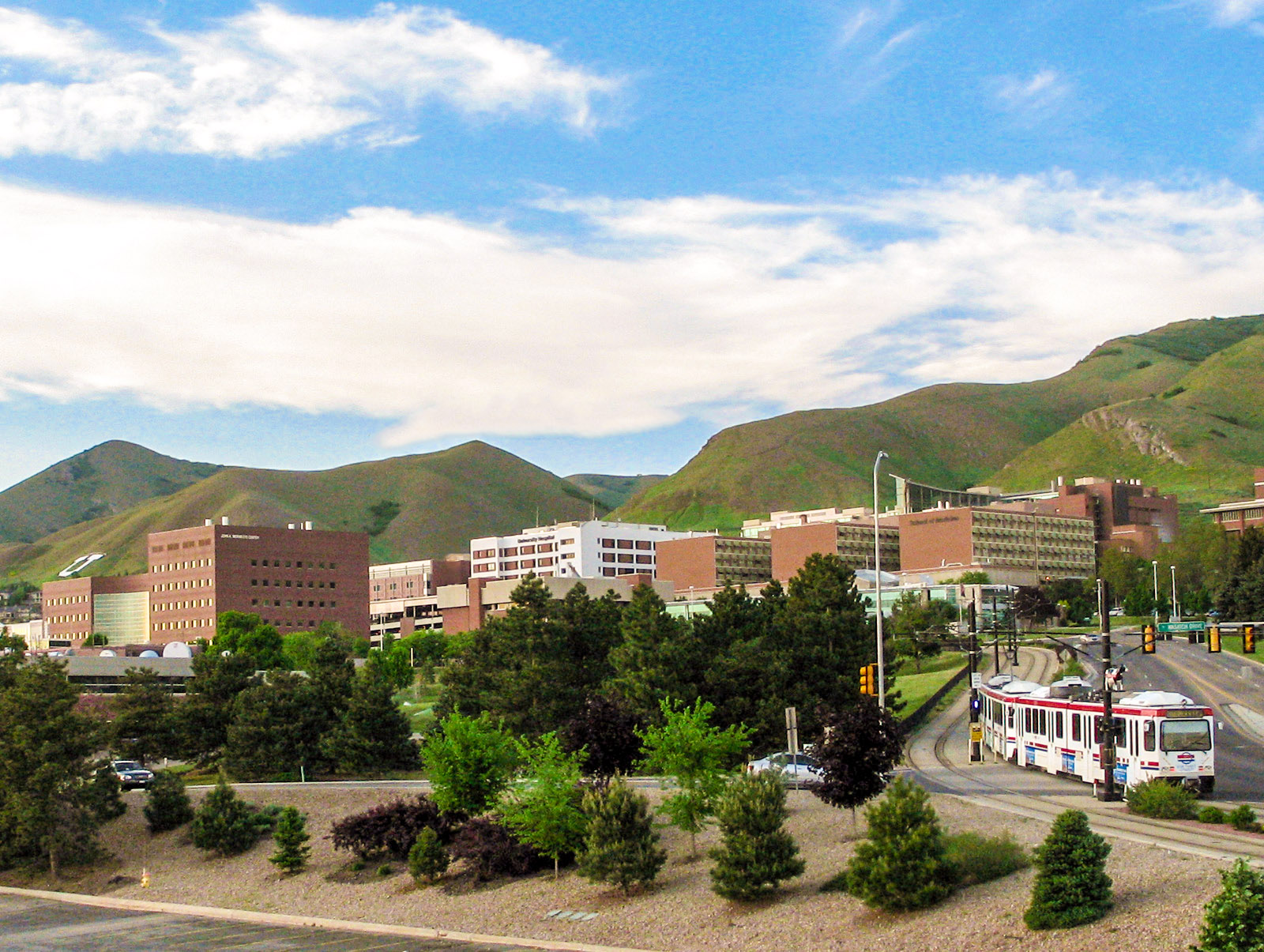
Complexo Médico da Universidade de Utah
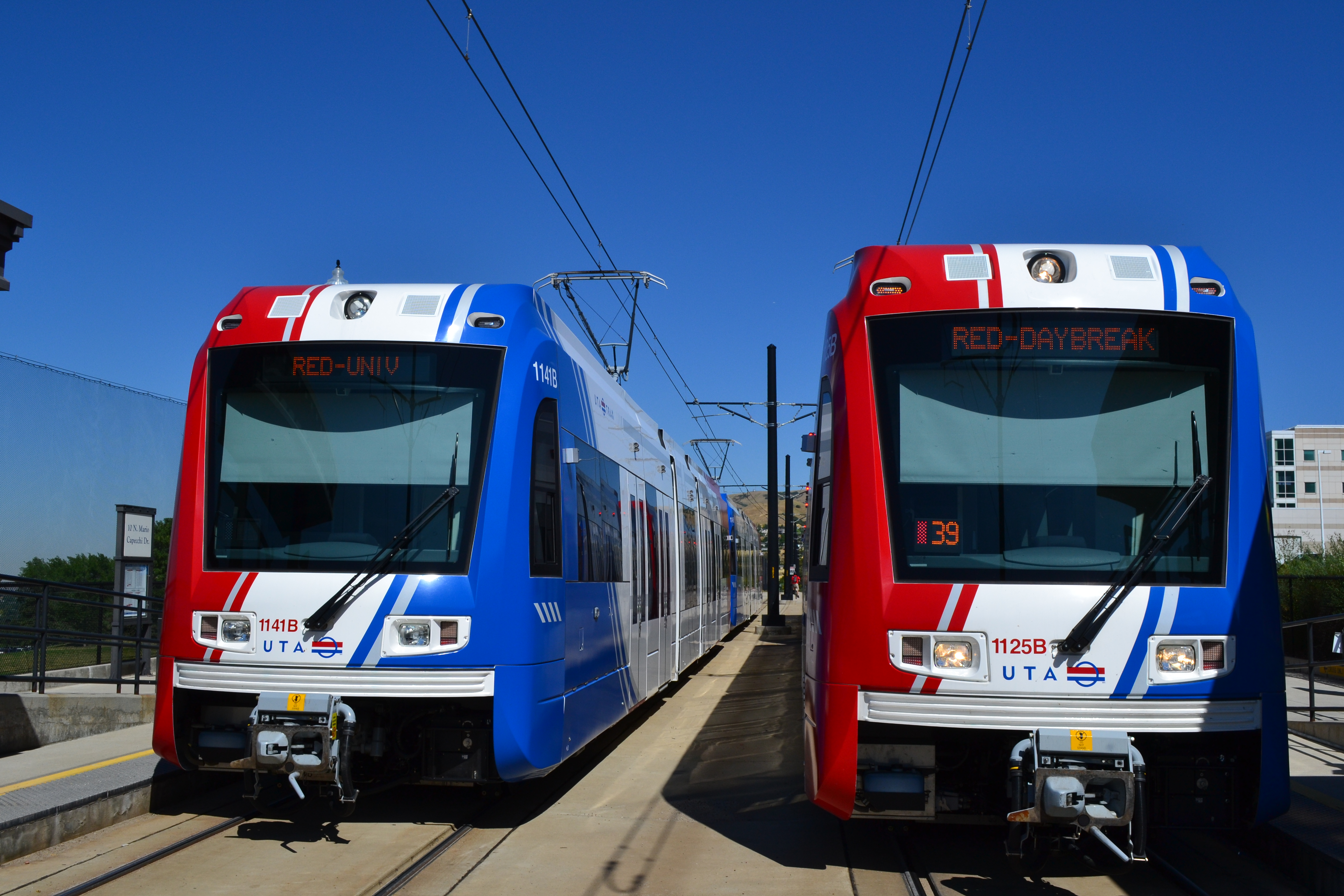
Trens na Estação Centro Médico da universidade
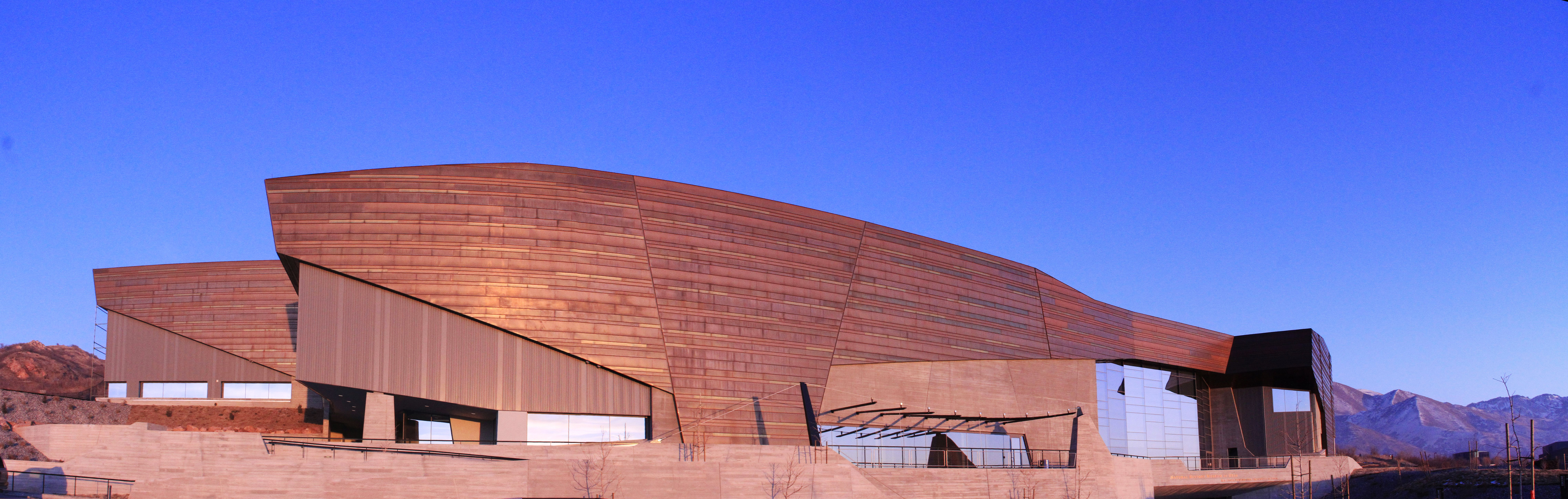
Museu de História Natural